# Челси (тип речных судов)
Челси (Chelsea) — суда смешанного плавания «река-море», предназначенные для транспортировки генеральных, навалочных, лесных, зерновых и крупногабаритных грузов, опасных грузов классов 1.4S, 2, 3, 4, 5, 6, 8, 9 МК ММОГ, а также веществ категории В Кодекса ВС.
Судно разработано Морским Инженерным Бюро (Одесса) в сотрудничестве со специалистами компании Concord Shipbuilding Corp. и включает три проекта: RSD11, 005RSD06 и 005RSD06.01. Строительство судов этой серии осуществляется этой же компанией на Херсонском судостроительном заводе по заказу судоходной компании Black Sea Shipping Management. 
Эксплуатация теплоходов предусматривается на внутренних водных путях европейской части Российской Федерации с проходом по Волго-Донскому судоходному каналу, а также в морских районах, порты Средиземного, Черного, Азовского и Каспийского морей.